# Ровное (Гомельская область)
Ровное (бел.  Роўнае) — деревня в Ровенскослободском сельсовете Речицкого района Гомельской области Белоруссии.

## География

### Расположение
В 14 км на юг от районного центра и железнодорожной станции Речица (на линии Гомель — Калинковичи), 64 км от Гомеля.

### Гидрография
На востоке и севере мелиоративные каналы. Планировка состоит из 2 коротких, близких к широтной ориентации улиц, к которым на востоке присоединяются переулки. Застройка деревянная, неплотная, усадебного типа.

## Транспортная сеть
Рядом автодорога Речица — Хойники.

## История
В 1639 году упоминается как "старое село Ровное" во владении Речицкого монастыря доминиканцев в Речицком повете ВКЛ. В XIX веке селение в Ровенскослободской волости Речицкого уезда Минской губернии. В 1850 году собственность казны. В 1879 году обозначена в Ровенскослободском церковном приходе.
С 8 декабря 1926 года до 30 декабря 1927 года центр Ровенского сельсовета Речицкого, с 9 июня 1927 года Гомельского округов. В 1930 году организован колхоз «Искра», работала ветряная мельница. Во время Великой Отечественной войны в августе 1942 года оккупанты сожгли 93 двора и убили 56 жителей. Освобождена 14 ноября 1943 года. 48 жителей погибли на фронте. Согласно переписи 1959 года в составе колхоза имени Ф. Э. Дзержинского (центр — деревня Ровенская Слобода). Располагалась библиотека.

## Население

### Численность
- 2004 год — 57 хозяйств, 114 жителей.

### Динамика
- 1834 год — 24 двора.
- 1850 год — 25 дворов 175 жителей.
- 1897 год — 66 дворов, 449 жителей (согласно переписи).
- 1908 год — 98 дворов, 552 жителя.
- 1940 год — 96 дворов.
- 1959 год — 356 жителей (согласно переписи).
- 2004 год — 57 хозяйств, 114 жителей.